# سوفیا آنتیپولیس
سوفیا آنتیپولیس (به انگلیسی: Sophia Antipolis) یک پارک علم و فناوری ۲۴۰۰ هکتاری در فرانسه است و تا سال ۲۰۲۱ میزبان ۲۵۰۰ شرکت است که امروزه بیش از ۵٫۶ میلیارد یورو ارزش دارد و بیش از ۳۸۰۰۰ نفر با بیش از ۸۰ ملیت مشغول به کار هستند. این پارک به عنوان اولین قطب علم و فناوری اروپا شناخته شده است. پارک فناوری همچنین یک بستر، خوشه و مرکز ایجاد استارت آپ‌ها است.
«تکنوپل» در درجه اول شرکت‌هایی در زمینه‌های محاسبات، الکترونیک، مخابرات، داروسازی و بیوتکنولوژی را در خود جای داده است. چندین مؤسسه آموزش عالی نیز به همراه مقر اروپایی W3C، ETSI، انجمن قلب اروپا و… در اینجا واقع شده‌اند.
این پارک توسط بنیاد سوفیا آنتیپولیس حمایت می‌شود که هدف آن حمایت از «پروژه‌های نوآوری و تحقیقاتی فناوری و علمی در خدمت بشر و محیط زیست ما» است. رئیس افتخاری بنیاد پیر لافیت است و رئیس آن ژان پیر ماسکارلی است که همچنین رئیس SYMISA، انجمن مشترک سوفیا آنتیپولیس است، که "مسئول مدیریت زمین، تجهیزات، بازاریابی و نگهداری پارک است و با فعالیتهای هماهنگ کننده درگیر است. برای توسعه هماهنگ پارک فناوری. "

## نامگذاری
نام سوفیا آنتیپولیس برگرفته از سوفی گلیکمان-تومارکین، همسر سناتور فرانسوی پیر لافیت، بنیانگذار پارک، و اتفاقاً سوفیا، کلمه یونانی حکمت، و آنتیپولیس، نام باستانی (یونانی) شهر ساحلی آنتیب در نزدیکی است. بسیاری از جاده‌های داخل پارک فناوری دارای نام یونانی هستند. یک غار مجسمه‌سازی غول پیکر یونانی به عنوان قطعه مرکزی در یکی از دورهای گرد وجود دارد.
این پارک همچنین «تکنوپل» نامیده می‌شود.

## تاریخ
سال ۲۰۱۹ پنجاهمین سالگرد این پارک بود.

## دستور کار ۲۰۴۰
دستور کار به نام "سوفیا ۲۰۴۰" برای "بازگرداندن شکوه سابق مرکز تاریخی پارک فناوری" ایجاد شد.
سرمایه‌گذاری‌های جدیدی مانند فناوری خودروهای هوشمند آغاز شده است.

## محل
بخش اعظم این پارک در محدوده والبون قرار دارد که در شمال غربی آنتیب و جنوب غربی نیس فرانسه واقع شده است.

## جامعه مسکونی
چندین محله در محوطه پارک وجود دارد که منطقه را برای زندگی جذاب می‌کند: Garbejaire , Haut-Sartoux , Saint-Philippe و Place Sophie Laffitte. این مکان‌ها شامل خدمات عمومی معمولی مانند پست، مغازه‌ها، آرایشگاه‌ها، مدرسه ابتدایی، مجموعه‌های ورزشی، هتل‌ها، کلیسا، مناطق بازی کودکان و غیره است. این منطقه همچنین توسط زمین‌های گلف متعدد احاطه شده است.

### عامل انسانی
در سالهای اولیه، یکی از چالش‌های اصلی سوفیا آنتیپولیس ارتباط مردم و ایجاد حس اجتماع بود. «عامل انسانی» چیزی است که پارک علم و فناوری را در جهان به عنوان نقطه عطف علم، اختراع، نوآوری و تحقیق متمایز می‌کند. تمرکز بر ایجاد محیط بین‌المللی و ایجاد یک جامعه بین‌المللی بود. این به معنای در نظر گرفتن و بهبود تعامل مستأجر، ایجاد شبکه و باروری متقابل ایده‌ها است. این مفهوم این بود که گرد هم آوردن افراد از افق‌های فکری مختلف و «ملاقات» آنها، ارزش افزوده به همراه می‌آورد و نوآوری ایجاد می‌کند. بسیاری از باشگاه‌های حرفه ای راه اندازی شد: باشگاه فرشتگان تجاری سوفیا، پیوند سوفیا نوردیک، هنر سوفیا، دره مخابرات تنها تعداد کمی هستند.

## حمل و نقل عمومی

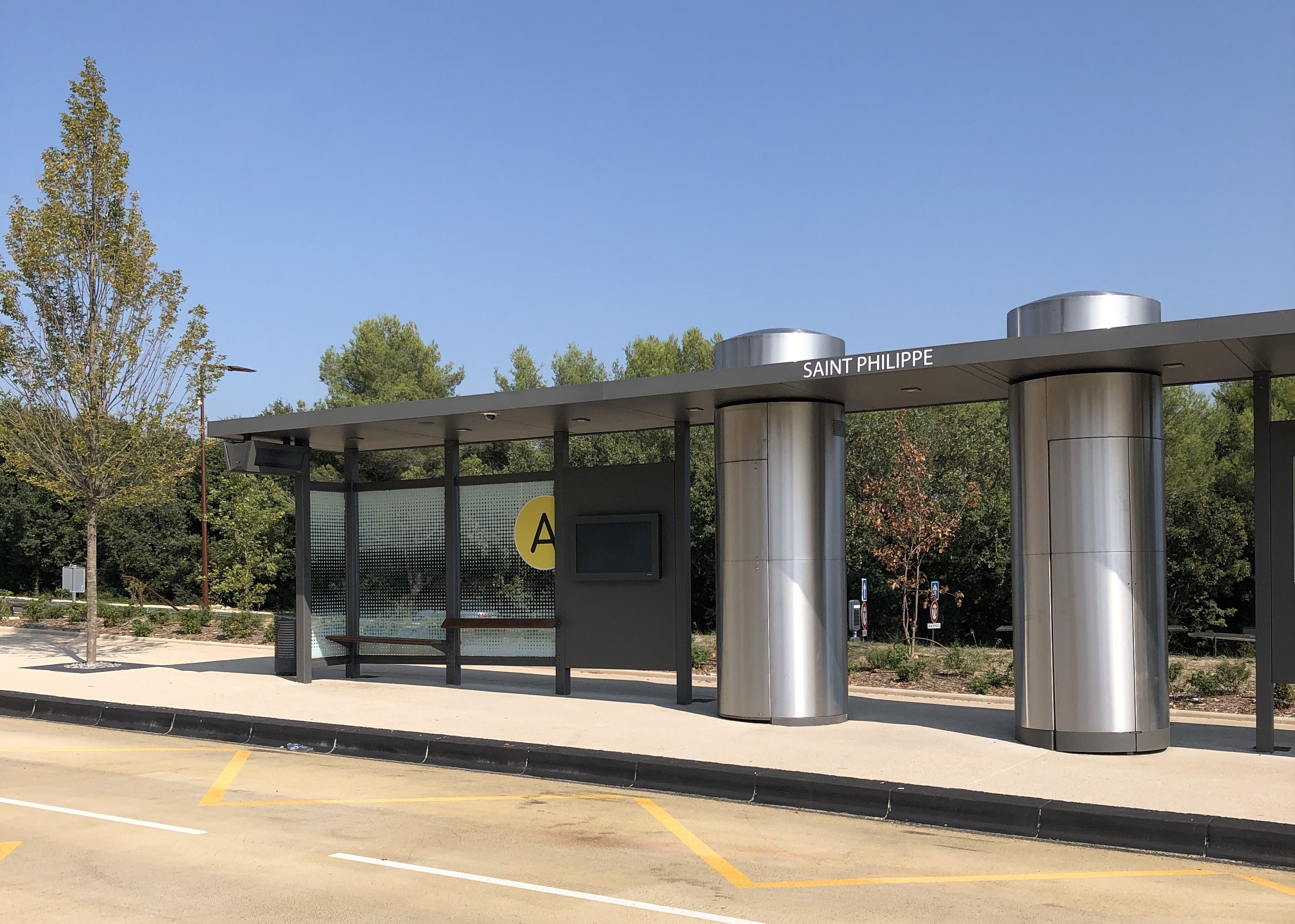
ایستگاه اتوبوس در سوفیا آنتیپولیس.

پارک فناوری دارای خطوط سریع مخصوصی است که مستقیماً پارک را با شهرهای مجاور متصل می‌کند.
نزدیکترین فرودگاه بین‌المللی برای عموم، فرودگاه ساحل آزور نیس است. مسافرانی که از طریق جت‌های شخصی و پروازهای بدون برنامه سفر می‌کنند، می‌توانند از فرودگاه کن-مندلیو به عنوان جایگزین استفاده کنند.

## موسسات دانشگاهی و تحقیقاتی

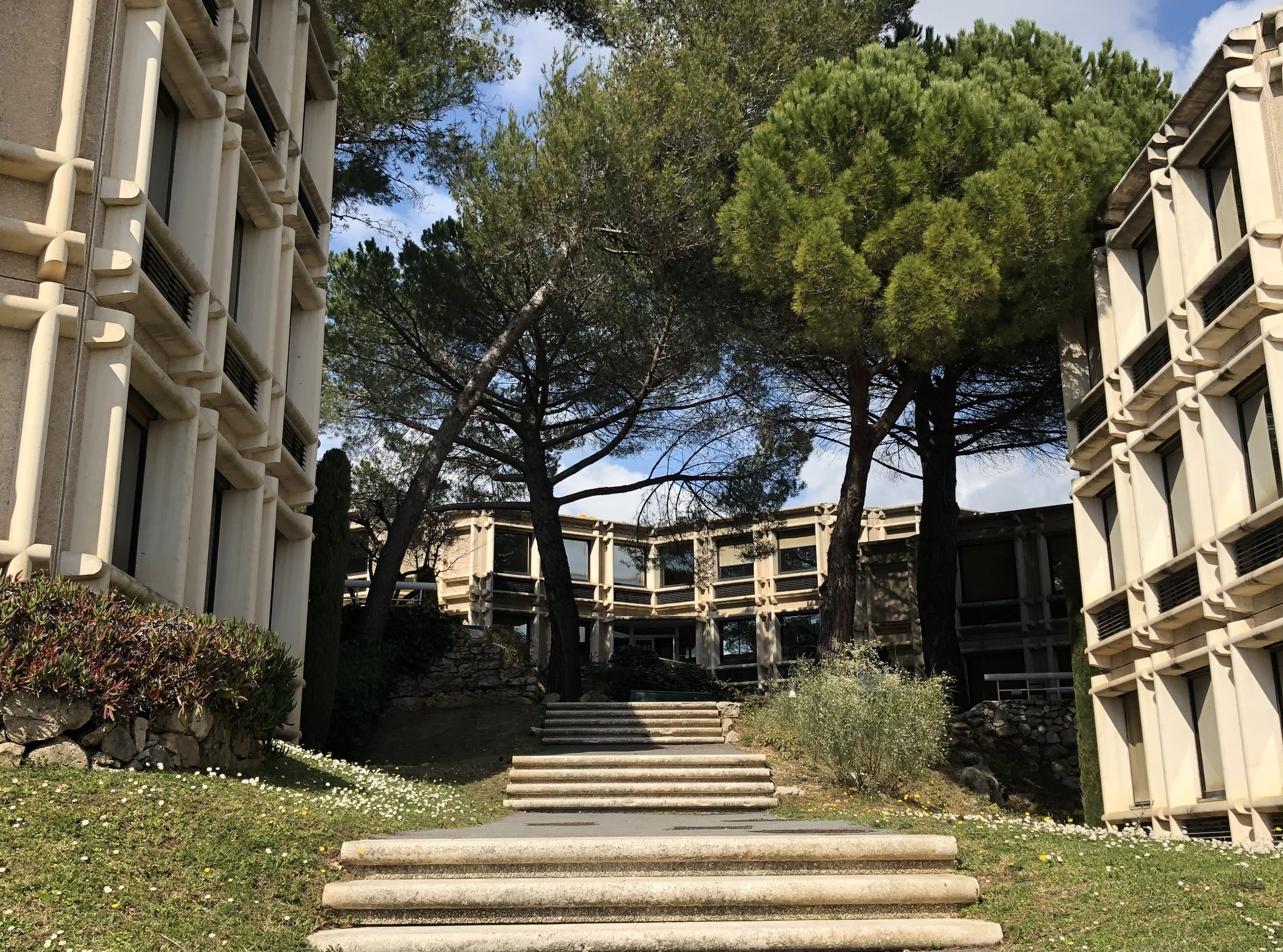
یک آزمایشگاه تحقیقاتی در سوفیا آنتیپولیس

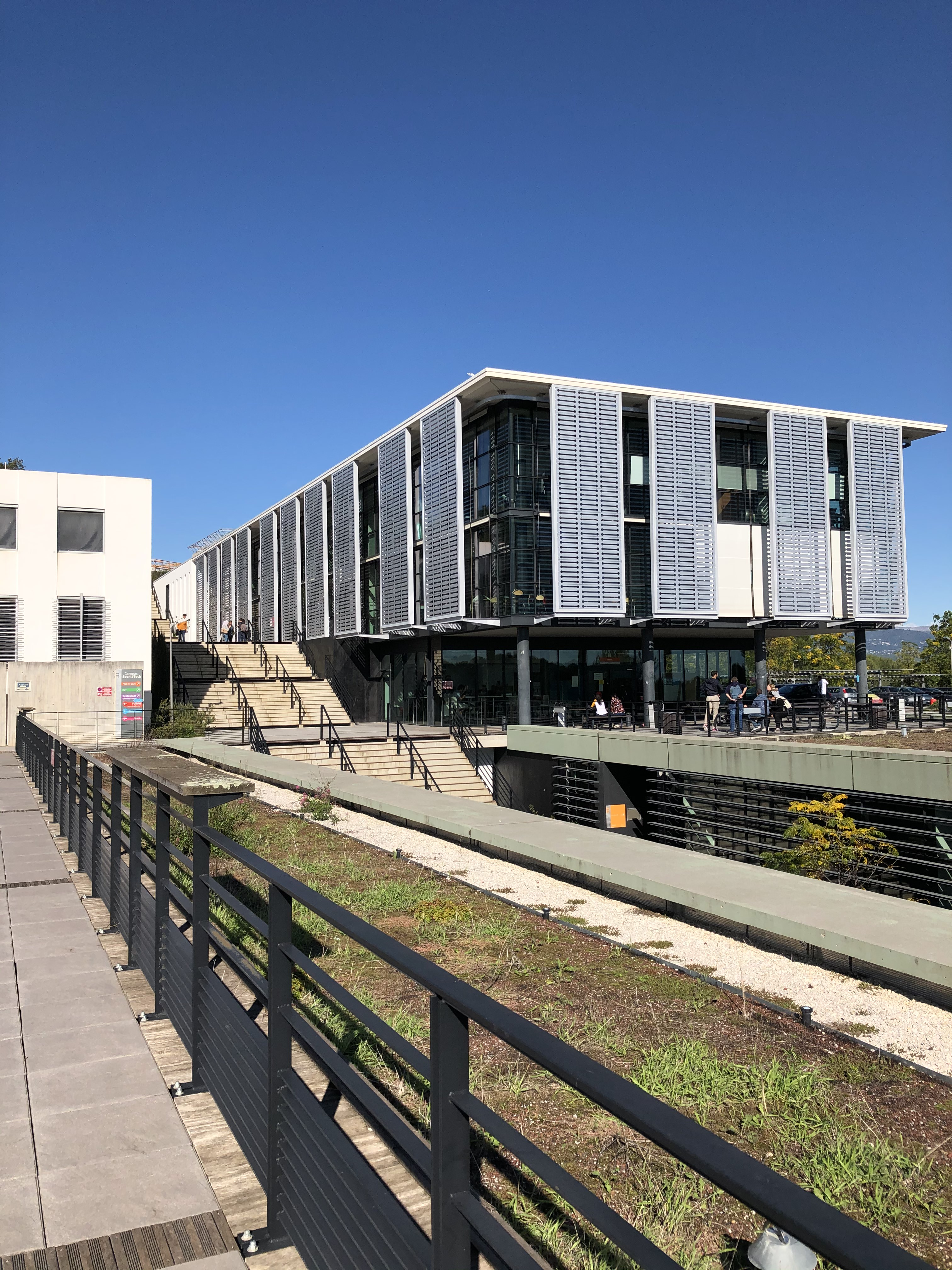
ساختمان متعلق به مدرسه مهندسی Polytech Nice Sophia در سوفیا آنتیپولیس

- کنسرسیوم تحقیقاتی اروپایی برای انفورماتیک و ریاضیات (ERCIM)، خانه اروپایی کنسرسیوم شبکه جهانی وب (W3C)
- موسسه استاندارد ارتباطات اروپایی (ETSI)
- EURECOM
- INRIA، واحد سوفیا-آنتیپولیس
- Institut Interdisciplinaire d'Intelligence Artificielle - 3iA
- مؤسسه سوفیا آگروبیوتک - (INRAE / CNRS / UCA)
- Institut Universitaire de Technologie (IUT) Nice -Côte d'Azur - (UCA)
- Laboratoire d'Informatique, Signaux et Systèmes de Sophia Antipolis (I3S) - (CNRS / UCA)
- Mines ParisTech، École Nationale Supérieure de Mines de Paris
- Polytech Nice Sophia، مدرسه پلی تکنیک دانشگاه ساحل آزور، که قبلاً به عنوان دانشگاه نیس سوفیا-آنتیپولیس شناخته می‌شد
- مدرسه بازرگانی Skema، دانشکده اقتصاد دانش و مدیریت

## شرکت‌ها
پارک فناوری تا سال ۲۰۲۱ حدود ۲۵۰۰ شرکت را فهرست کرده است. این پارک همچنین از مجاورت سایر شرکت‌های بزرگ در منطقه سود می‌برد. شرکت‌هایی مثل: تالس آلنیا اسپیس (در کن)، آی‌بی‌ام (La Gaude) و اشنایدر الکتریک (Carros). علاوه بر این، این پارک در نزدیکی شهر بزرگ نیس و صنایع آن قرار دارد.